# Bulgari in Italia
I bulgari in Italia sono una comunità migrante della diaspora bulgara. L'ISTAT contava 49 205 cittadini bulgari in Italia nel 2021, mentre il governo bulgaro dichiarava la presenza di circa 120 000 cittadini bulgari in Italia nel 2015. Ci sono parrocchie della Chiesa ortodossa bulgara. I centri principali della comunità bulgara in Italia sono Milano, Bologna, Firenze e Torino.

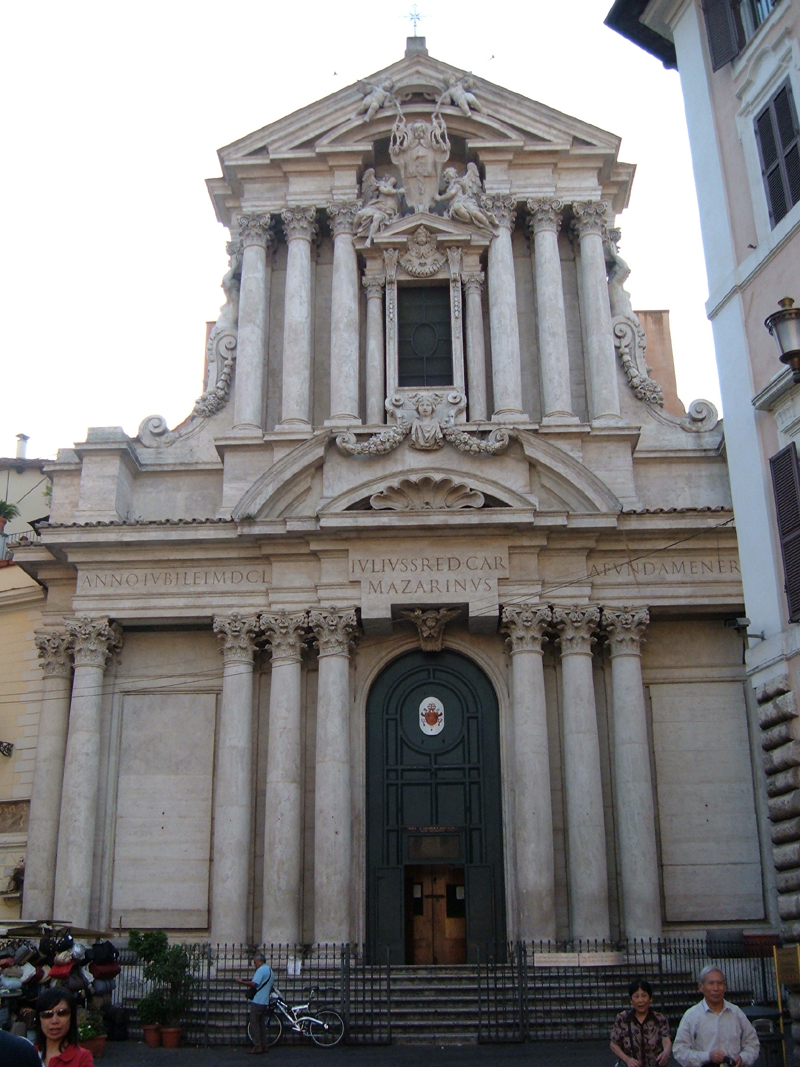
La già parrocchia ortodossa bulgara di San Cirillo e Metodio a Roma, che occupava la Chiesa dei Santi Vincenzo e Anastasio a Trevi presso la Fontana di Trevi.

## Storia

### Antichi Bulgari
All'inizio del VII secolo, gruppi di Proto-bulgari (uno dei popoli antichi che parteciparono all'etnogenesi dei bulgari moderni) si stanziarono nella penisola italiana. La migrazione principale fu guidata da Alcek, un capo bulgaro che aveva inizialmente fatto parte del khaganato avaro prima di cambiare alleanza ed allinearsi coi longobardi. Alcek e il suo popolo arrivarono all'Esarcato di Ravenna, dove Grimoaldo li invitò a stanziarsi nel Ducato di Benevento. Secondo le Gesta Dagoberti, i Bulgari di Alcek si stabilirono negli attuali comuni di Isernia, Bojano e Sepino, e Alcek ricevette il titolo feudale di gastaldo.
Non è certo se questo Alcek possa essere identificato con un altro signore bulgaro, Altsiok. Secondo la Cronaca di Fredegar, Altsiok abbandonò il khaganato avaro nel 631-632. Altsiok si stabilì in Baviera con 9.000 Bulgari sotto il re franco Dagoberto I. Altsiok è noto per essersi trasferito nella marca veneziana con i suoi 700 uomini rimasti dopo che Dagoberto ebbe massacrato la maggior parte del suo popolo.
Paolo Diacono nella sua Historia Langobardorum (787) scrive che i Bulgari abitavano ancora l'area e che, anche se parlavano "latino", "non hanno abbandonato l'uso della propria lingua". In tempi più tardi i bulgari del Molise erano apparentemente completamente assimilati.
Sepolture di un carattere nomade delle steppe e sepolture dei cavalli datate alla seconda metà dell'VIII secolo d.C. attestano la presenza dei Bulgari nelle regioni del Molise e della Campania. I toponimi che contengono la radice bulgar e cognomi come Bulgari e Di Bulgari continuano ad apparire in documenti medievali relativi alla penisola italiana.

### Bulgari moderni
Nel XVII secolo i bulgari cattolici spesso visitavano Roma nei loro tentativi di negoziare il sostegno papale ad una rivolta bulgara contro l'impero ottomano. Capi religiosi e politici importanti come Petar Bogdan e Petar Parchevich trascorrono del tempo in città. Il primo libro stampato in bulgaro moderno, Abagar, è stato pubblicato a Roma nel 1651.
L'immigrazione in Italia di cittadini bulgari cresce negli anni '90 dopo la fine del regime socialista in Bulgaria. Con l'ingresso nell'Unione europea della Bulgaria nel 2007, i bulgari in quanto cittadini UE hanno libertà di movimento e stabilimento in Italia (e viceversa).

## Città italiane sede di rilevanti comunità bulgare
Dati al 31 dicembre 2021
- Roma 1 823
- Milano 1 235
- Mondragone 1 114
- Napoli 658
- Cesena 638
- Nettuno 568
- Corigliano-Rossano 516
- Anzio 513
- Colleferro 403
- Genova 359
- Ravenna 357
- Pizzo 349
- Ardea 342
- Gambettola 322
- Trieste 314
- Piacenza 308
- Verona 291

## Libri ed articoli sulla Bulgaria e sui bulgari
- AA.VV., Gli altri Futurismi. Futurismi e movimenti d'avanguardia in Russia, Polonia, Cecoslovacchia, Bulgaria e Romania. Atti del convegno internazionale (Pisa, giugno 2009), Plus, 2011.
- AA. VV. Saggi di letteratura bulgara antica. Inquadramento storico e versioni. A cura di A. Cronia. Istituto per l’Europa Orientale, 1936.
- Canti popolari bulgari. Scelti e tradotti da L. Salvini con prefazione di E. Damiani. Anonima Romana Editoriale, 1930.
- Andrea Ripamonti, Bulgaria: Cronache di un Erasmus nella periferia d'Europa, 2017.
- Anna Vlaevska, Storia di un problema storiografico: a proposito delle orme (proto)bulgare in Italia tra leggenda e memoria storica, in: I Balcani, la Bulgaria e l'Italia durante la Guerra fredda, études Balkaniques, LII/4, l’Institut d’Études balkaniques & Centre de thracologie (Académie bulgare des Sciences), Sofia 2016, pp. 722-771, online
- Anna Vlaevska-Stantcheva, K. Stantchev, ‘Bulgaro’ > ‘Castro Bulgaro’ > ‘Borgo Vercelli’ e la questione della presenza dei protobulgari nell’Italia altomedievale, In: V. Dolcetti Corazza (a cura di), Vercelli tra Oriente ed Occidente, tra tarda Antichità e Medioevo. Torino, Ed. dell’Orso, 1998, pp. 117 – 158
- Anna Vlaevska, I Bulgari nell'Italia medievale tra la leggenda e la memoria storica, 2016. online
- Dimitar Mantov, La cucina bulgara. MAI 2006.
- D. Olivieri, Ancora sui derivati e presunti del nome Bulgarus, in: Lingua nostra, 21, 1960, N 4, pp. 122.
- Enrico Testa, Bulgaro. Storia di una parola malfamata, Il Mulino, 2019.
- Francesco Bigazzi, Attentato al papa Vojtila: La pista bulgara. Licosia, 2023.
- G. Palmieri, Vincenzo D’Amico: un erudito fra i Bulgari di Altzek, Jelsi e il Molise, In: G. Palmieri A. Santoriello (a cura di), Jelsi. Storia e tradizioni di una comunità, Foggia, Edizioni Enne, 2005, pp. 83 – 112.
- Georges Castellan, Marie Vrinat-Nikolov, e al. Storia della Bulgaria. Nel paese delle rose. Argo, 2012.
- Gian Marco Moisé, Capire i Balcani orientali. Bulgaria, Romania, Moldova: dal 1989 ai giorni nostri. Bottega Errante Edizioni, 2023
- Giuseppe Dell'Agata, Rumyana Pashalijska, L'eroica impresa culturale di Pencio Slavejkov, Arpanet, 2007.
- Guiuseppe Dell'Agata, La bulgaristica in Italia: bilancio di un decenio, in: Europa Orientalis (4), 1985, online
- G. D. Serra, Contributo alla storia dei derivati di Burgus: Borgare, Borgaria, Borgoro, Filologia romanza (Torino), 5, 1958, fasc. 1, N 17, pp. 1 – 48
- G. D. Serra, Lineamenti di una storia linguistica dell’Italia medioevale, Libreria editrice R. Liguori, Napoli, 1965, vol. III, pp. 93 – 140.
- G. M. Tufarulo, Letteratura popolare bulgara: canti e folklore tra tradizioni e storia, in "Poeti e scrittori allo specchio", Ed. La Ginestra, 1986, vol. 11.
- I. Dujcev. Italia e Bulgaria attraverso i secoli, In: Genova e la Bulgaria nel Medioevo. Atti delle «Giornate bulgare a Genova (28 – 30 ottobre 1981)», Genova, 1984, [Collana storica di fonti e studi diretta da Geo Pistarino, 42], pp. 43 – 52.
- Ivan Petkanov, Orme bulgare in Italia ed in Occidente, Rivista di cultura (Roma), 3, 1941, N 2, pp. 95- 102.
- Ivan Petkanov, Bulgar(us) e suknja nelle parlate italiane e neolatine, in: Ricerche slavistiche (Roma), vol. III, 1954, pp. 43 – 50.
- Ivan Petkanov, Bulgarus nell’onomastica e nella toponomastica italiana, in: Lingua nostra, 21, 1960, N 1, pp. 17 – 20.
- Ivan Petkanov, Di nuovo su Bulgarus, in: Lingua nostra, 22, 1963, N 3, p. 93.
- Lavinia Picchio Borriero, La letteratura bulgara, Sansoni Accademia, 1969.
- Luigi Vaccario, Storia religiosa di Serbia e Bulgaria. Centro Ambrosiano, 2008.
- M. Rosario Chirico, Una migrazione silenziosa. Rom bulgari in Italia. Tau, 2015.
- Maria Teresa Savieri, La principessa dei libri. Giovanna di Savoia, moglie dello zar Boris III e zarina di Bulgaria. LuoghInteriori, 2022
- Mavro Orbini, Il regno degli slavi, hoggi correttamente detti schiavoni, 1601.
- N. Conte – Miltenovа, I Bulgari di Gallo Matese (Protobulgari e Bulgari nella storia dell’Italia meridionale), Edizioni Passaporto 2000 Roma (s.a.), 45 p. con ill.
- Paolo Diacono, Storia dei longobardi. Testo latino a fronte. Rizzoli (16 ottobre 1991).
- P. Natellа. Bulgari fra noi. Il Meridione medievale fra Longobardi e Bulgari. Stanziamento ed estinzione di una etnia fra VII e XV secolo, Salternum. Semestrale di Informazione storica, culturale e archeologica a cura del Gruppo Archeologico salernitano, 13, 2009, N 22 – 23 [Quaderni, N 1], Arci Postiglione, Salerno, 2009, pр. 5- 69.
- R. Pavoni, Il toponimo Bulgaro: un problema ancora aperto, In: Genova e la Bulgaria nel Medioevo, Atti delle «Giornate bulgare a Genova (28 – 30 ottobre 1981)», Genova, 1984, [Collana storica di fonti e studi diretta da Geo Pistarino, 42], pp. 89 – 95.
- Tatiana Lekova, La bulgaristica nei settant'anni di storia di ricerche slavistiche, in: Ricerche slavistiche: Settant'anni di storia (a cura di Monika Wozniak e Luca Vaglio), La Sapienza, pp. 259-289.
- Tomaso Invernizzi, Viaggio in Bulgaria. Youcaprint, 2021.
- V. Spassova, Un aspetto della lirica di D. Debeljanov: il sogno come speranza, in Studi in onore di Ettore Lo Gatto, Roma 1980
- V. Spassova, Chi è il paggio della 'Principessa traviata'. Alcune osservazioni sulla poesia di Debeljanov, "Annali. Istituto Orientale Napoli", N.S. 1 (1983).
- Vincenzo D’Amico. I Bulgari trasmigrati in Italia nei secoli VI e VII dell’Era Volgare. Loro speciale diffusione nel Sannio, Campobasso, Società tipograica Molisana F.lli Petrucciani, 1933.
- Vincenzo D’Amico, I Bulgari stanziati nelle terre d’Italia nell’Alto Medioevo, in: Bulgaria. Rivista di cultura (Roma), 3, 1941, N 1, pp. 40 – 50; N 2, pp. 80 – 94; N 4, pp. 172 – 182 = Vincenzo D’Amico, I Bulgari stanziati nelle terre d’Italia nell’Alto Medioevo (Pagine di cultura bulgara, N 13), 1942-XX.
- Vincenzo D’Amico. Importanza della immigrazione dei Bulgari nell’Italia meridionale al tempo dei Langobardi e dei Bizantini, In: Centro Italiano di studi sull’Alto Medioevo (a cura di), Atti del 3. Congresso internazionale di studi sull’Alto medioevo (Benevento-Montevergine-Salerno-Amali,14 – 18. Ottobre 1956), Spoleto, 1959, pp. 369 – 377.